# Campodorus incidens
Campodorus incidens là một loài tò vò trong họ Ichneumonidae.